# 펑싱왕
펑싱왕(風行網, Funshion)은 중국의 P2P 스트리밍 비디오 네트워크 소프트웨어 및 웹사이트이다. 주요 사용자층은 중국 대륙에 있다. 대부분의 콘텐츠는 동아시아, 주로 중국 대륙, 일본, 한국에서 온 것이다. 무료 스트리밍 서비스를 제공하며 자체 브랜드의 스마트 TV도 보유하고 있다.

## 회사
베이징 펑싱왕 온라인 기술 유한회사는 2005년에 설립되었다. 이 회사는 초기에는 방송, 콘텐츠 검색 및 스트리밍 미디어 배포에 중점을 두었다. 펑싱왕 온라인은 2005년 9월 28일에 베이징, 중국에 본사를 두고 공식적으로 설립되었다. 이후 SMG의 BesTV와 제휴했다.
2016년 1월, 뤄장춘이 펑싱왕의 CEO였으며, 이 회사는 상하이 동방명주 미디어 유한회사, 선전 MTC 유한회사, 하이얼, 판다 전자 그룹, 궈메이 전기 제품 홀딩스 유한회사와 같은 다른 회사들과 제품 개발을 진행하고 있었다. 2016년 12월 10일, 펑싱왕은 첫 스마트 TV 모델을 출시했다.

## 애플리케이션
펑싱왕 온라인 기술 유한회사는 비디오 소프트웨어를 개발하고 온라인 비디오 및 오디오 플랫폼을 제공한다. 특히 펑싱왕은 광대역 사용자에게 주문형 TV 프로그램과 영화를 제공한다. 펑싱왕은 P2P 스트리밍 기술을 사용하며 대용량 트래픽을 지원한다. 한때 이 회사는 사이트에 2억 9천만 명의 등록 사용자와 6천만 명의 일일 사용자가 있다고 주장했다.

## 같이 보기
- PPLive
- QQLive